# Bouy-sur-Orvin
Bouy-sur-Orvin  ist eine französische Gemeinde mit 54 Einwohnern (Stand: 1. Januar 2022) im Département Aube in der Region Grand Est. Sie gehört zum Arrondissement Nogent-sur-Seine und zum gleichnamigen Kanton Nogent-sur-Seine. 

## Lage
Sie ist umgeben von folgenden Nachbargemeinden:
| Fontenay-de-Bossery | Fontaine-Mâcon                              | Avant-lès-Marcilly |
|                     | Kompassrose, die auf Nachbargemeinden zeigt |                    |
| Traînel             |                                             | Soligny-les-Étangs |

## Bevölkerungsentwicklung
| Jahr                      | 1962 | 1968 | 1975 | 1982 | 1990 | 1999 | 2008 | 2016 |
| ------------------------- | ---- | ---- | ---- | ---- | ---- | ---- | ---- | ---- |
| Einwohner                 | 104  | 92   | 73   | 64   | 56   | 56   | 62   | 58   |
| Quelle: Cassini und INSEE |      |      |      |      |      |      |      |      |

## Persönlichkeiten
- Alfred Boucher (* 1850 in Bouy-sur-Orvin; † 1934 in Aix-les-Bains), Bildhauer